# أحمد عيسى (لاعب كرة قدم مواليد 1983)
أحمد عيسى كميل (مواليد 19 سبتمبر 1983) لاعب كرة قدم إماراتي يجيد اللعب في الدفاع .
لعب سابقاً لأندية اتحاد كلباء والشعب و دبا الفجيرة وخورفكان .

## روابط خارجية
- أحمد عيسى كميل على موقع Soccerway.com (الإنجليزية)